# John Gardner (Britse schrijver)
John Edmund Gardner (Seaton Delaval (Northumberland), 20 november 1926 - Basingstoke (Hampshire), 3 augustus 2007) was een Britse schrijver van spionagethrillers, onder meer van een aantal James Bondboeken.

## Levensloop
Gardner, zoon van een anglicaans priester, studeerde theologie aan de Universiteit van Cambridge en later aan die van Oxford. Hij gaf zich in de Tweede Wereldoorlog op als vrijwilliger voor de Britse marine. Hierna werd hij priester in de Anglicaanse Kerk maar na zeven jaar vond hij dat dit niet bij hem paste en werd hij journalist en theatercriticus.
In 1964 begon Gardner zijn schrijverscarrière met het boek The Liquidator, met het karakter Boysie Oakes als hoofdpersoon. Dit bleek een groot succes en werd verfilmd. Er volgden nog zeven boeken met dezelfde persoon in de hoofdrol in de daaropvolgende twaalf jaar.
Na de dood van Ian Fleming werd diens literaire erfenis overgedragen aan Gardner. Hij schreef tussen 1981 en 1995 zestien James Bondromans, waaronder Voor bijzondere diensten (1982), Niemand leeft eeuwig (1985) en Operatie Invincible (1989). Gardner schreef ook de boeken op basis van het scenario van twee Bondfilms: Licence to Kill (1989) en GoldenEye (1995). 
De boeken waren een commercieel succes, maar Gardner had hierover ambivalente gevoelens omdat hij het karakter van James Bond niet had gecreëerd. In 1996 stopte Gardner met schrijven van de 007-boeken, waarna uitgever Glidrose Publications Raymond Benson koos om het werk van Ian Fleming voort te zetten.
In 1995 stopte Gardner voor een aantal jaren met schrijven vanwege een ernstige ziekte. Na zijn herstel kwam er in 2001 weer een roman van zijn hand, Day of Absolution, die goed ontvangen werd door de critici. In totaal schreef hij 43 boeken.
Gardner woonde in Engeland, vervolgens in Ierland, negen jaar in de Verenigde Staten om in 1997 weer terug te keren naar Engeland. Hij woonde tot aan zijn dood in Hampshire en had twee zonen en een dochter.
John Gardner overleed op tachtigjarige leeftijd.